# クートネー川

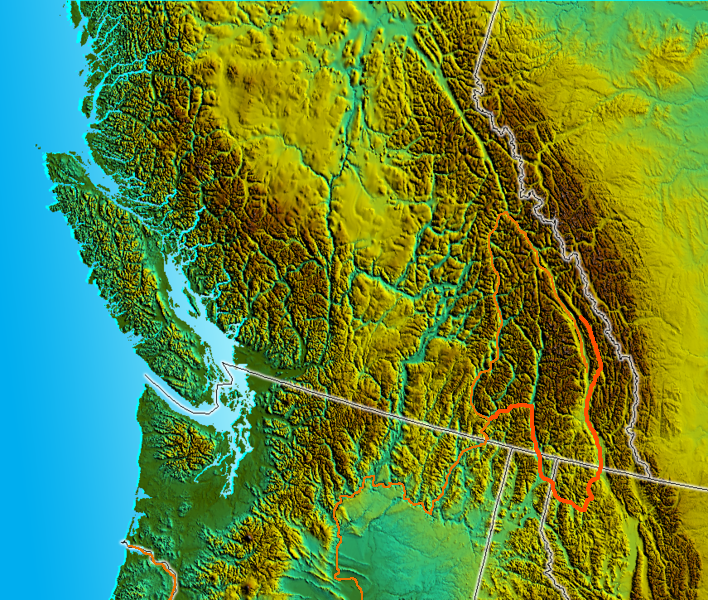
太いオレンジ色の線がクーネト川。細いオレンジ色の線はコロンビア川

クートネー川（クートネーがわ、Kootenay River）は、カナダのブリティッシュコロンビア州およびアメリカのモンタナ州、アイダホ州を流れる川である。コロンビア川の支流であるこの川は、北アメリカを流れる川の中でカナダに源流があり、一度アメリカに入った後に再びカナダに戻る唯一の川である。

## 流路

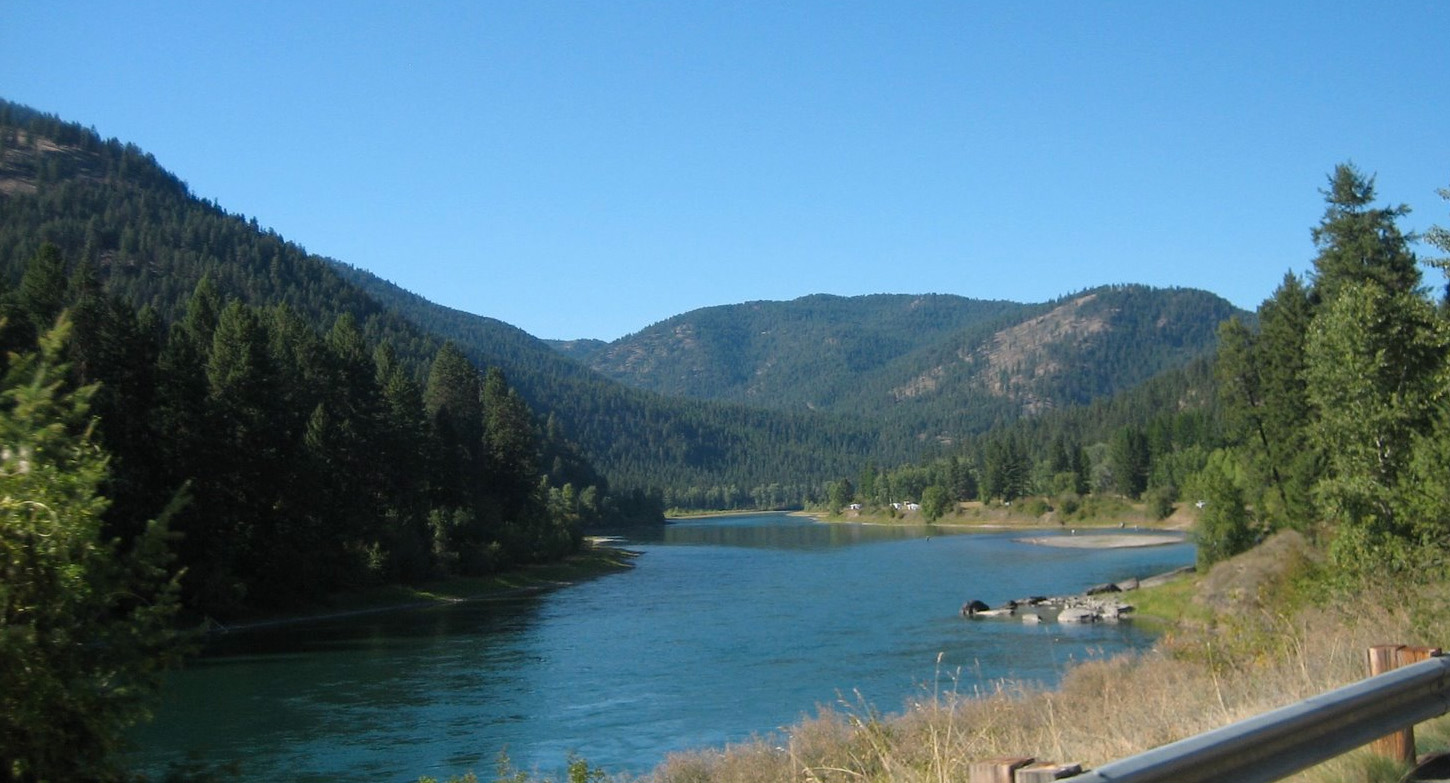
クートネー川下流にある、リビーダム入口。

ブリティッシュコロンビア州東部のロッキー山脈に源を発し、最初は南に流れクートネー国立公園を流れる。キャナル・フラッツ付近でロッキー山脈トレンチという峡谷に入り、アメリカとの国境に向け南に流れる。ウォードナーでモンタナ州リビー付近にあるリビーダムによりつくられるクーカニューサ湖へ入る。ダムの下流では西に向きをかえてロッキー山脈トレンチを出ると、アイダホ州に入りボナーズ・フェリーを流れる。それから北へ向きを変えてクレストンの南で再びカナダに入ると川幅が広がりクートネー湖になる。ネルソンで再び川になり、南西に流れキャッスルガーでコロンビア川に合流する。
1994年に両国国境の付近にあるカナダのクレストン渓谷一帯はラムサール条約登録地となった。